# Олександрівка (Устинівська селищна громада)
Олекса́ндрівка — село в Україні, в Устинівській селищній громаді Кропивницького району Кіровоградської області. Населення становить 444 особи. Колишній орган місцевого самоврядування — Олександрівська сільська рада.

## Населення
Згідно з переписом УРСР 1989 року чисельність наявного населення села становила 523 особи, з яких 259 чоловіків та 264 жінки.
За переписом населення України 2001 року в селі мешкало 455 осіб.

### Мова
Розподіл населення за рідною мовою за даними перепису 2001 року:
| Мова       | Відсоток |
| ---------- | -------- |
| українська | 97,52 %  |
| російська  | 1,80 %   |
| білоруська | 0,23 %   |
| угорська   | 0,23 %   |
| інші       | 0,22 %   |